# 銚子渓

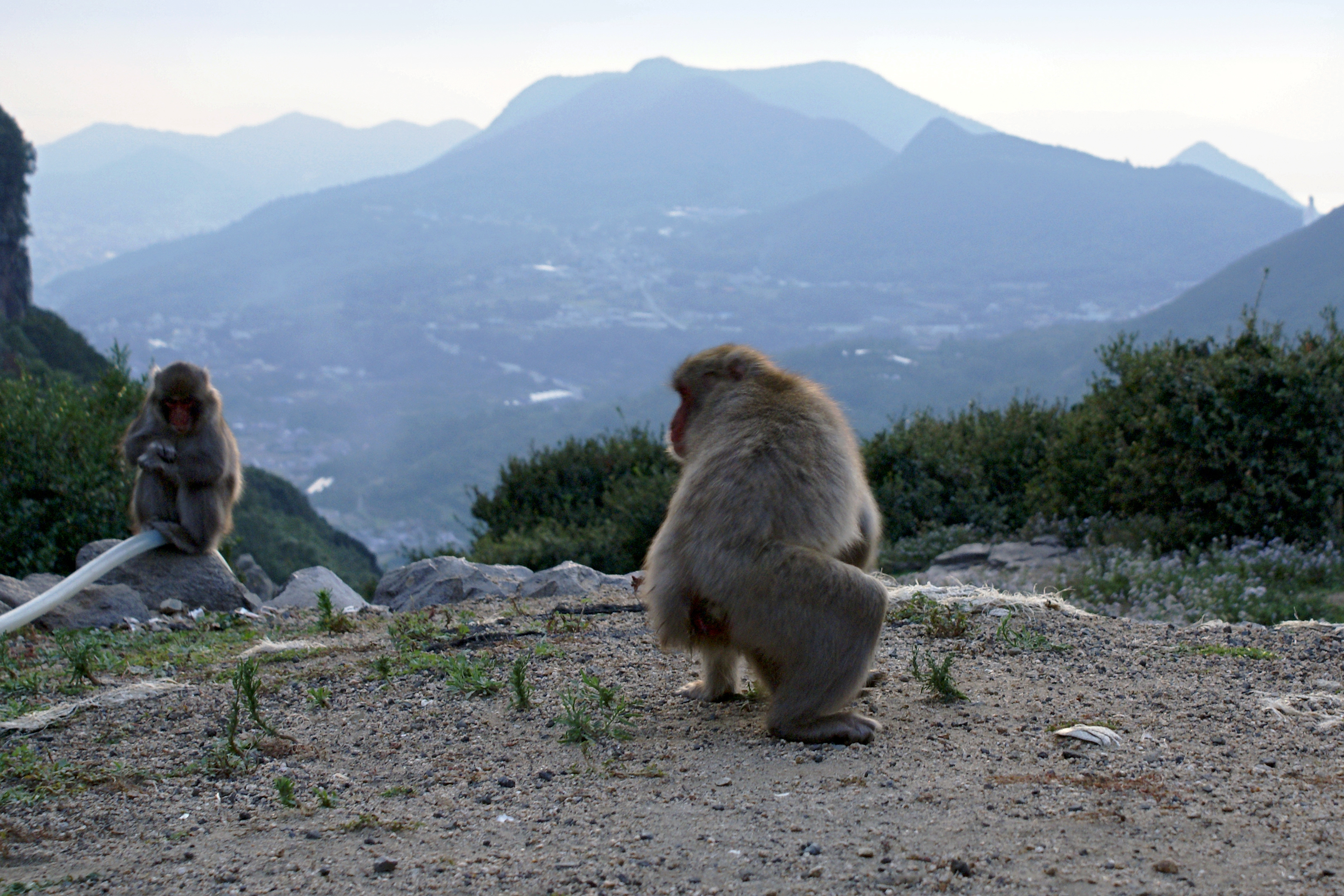
銚子渓からの眺望

銚子渓（ちょうしけい）は香川県の小豆島中央部を流れる伝法川上流にある景勝渓谷。「香川のみどり百選」に選定されている。
高地にあり美しの原や蛙子池からは瀬戸内海を一望できる。名勝・寒霞渓とは小豆島スカイラインで結ばれる。

## 名所
- 銚子の滝 - 高さ21m、幅3m
- 仙多公峰 - 展望台
- 大野手姫神社 - 小豆島の始祖を祀る
- 愛の泉 - トレビの泉を模した噴水施設
- 銚子渓自然動物園 お猿の国

## 銚子渓自然動物園 お猿の国
スカイラインの土庄側入口にある自然動物園「銚子渓お猿の国自然動物園」には餌付けされた約500匹の野生のニホンザルが生息している。それらは 「銚子渓の日本サル群」として香川県の天然記念物に指定されている。毎日2回モンキーショーも開催される。また、現在は閉園した「小豆島孔雀園」のクジャクが当園に多数移送されている。
- 開園時間 - 8時10分～17時（最終入園16時30分）
- 休園日 - 毎週水曜日
- 所在地 - 香川県小豆郡土庄町肥土山字蛙子3387-10
- 電話番号　0879-62-0768

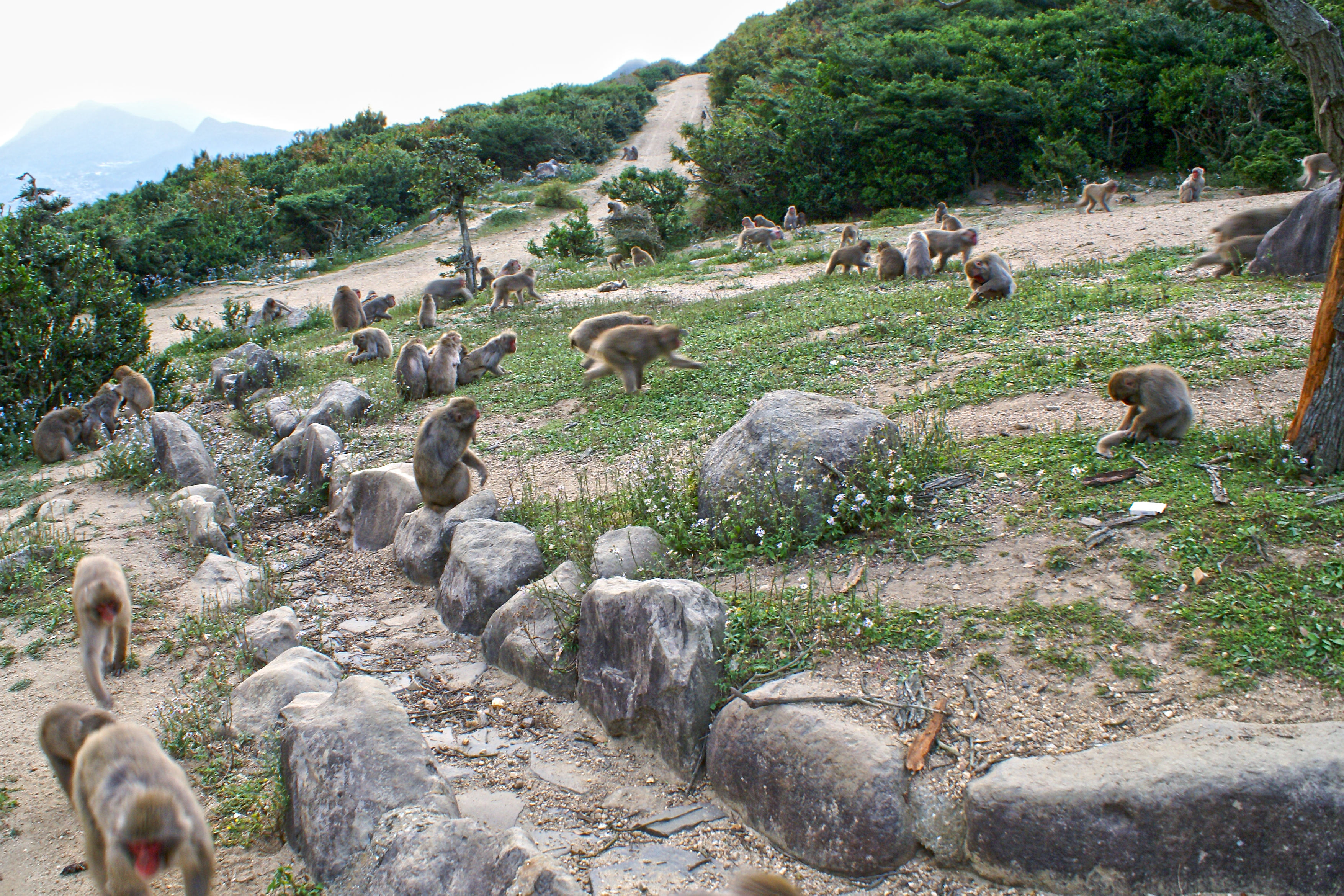
猿の群れ
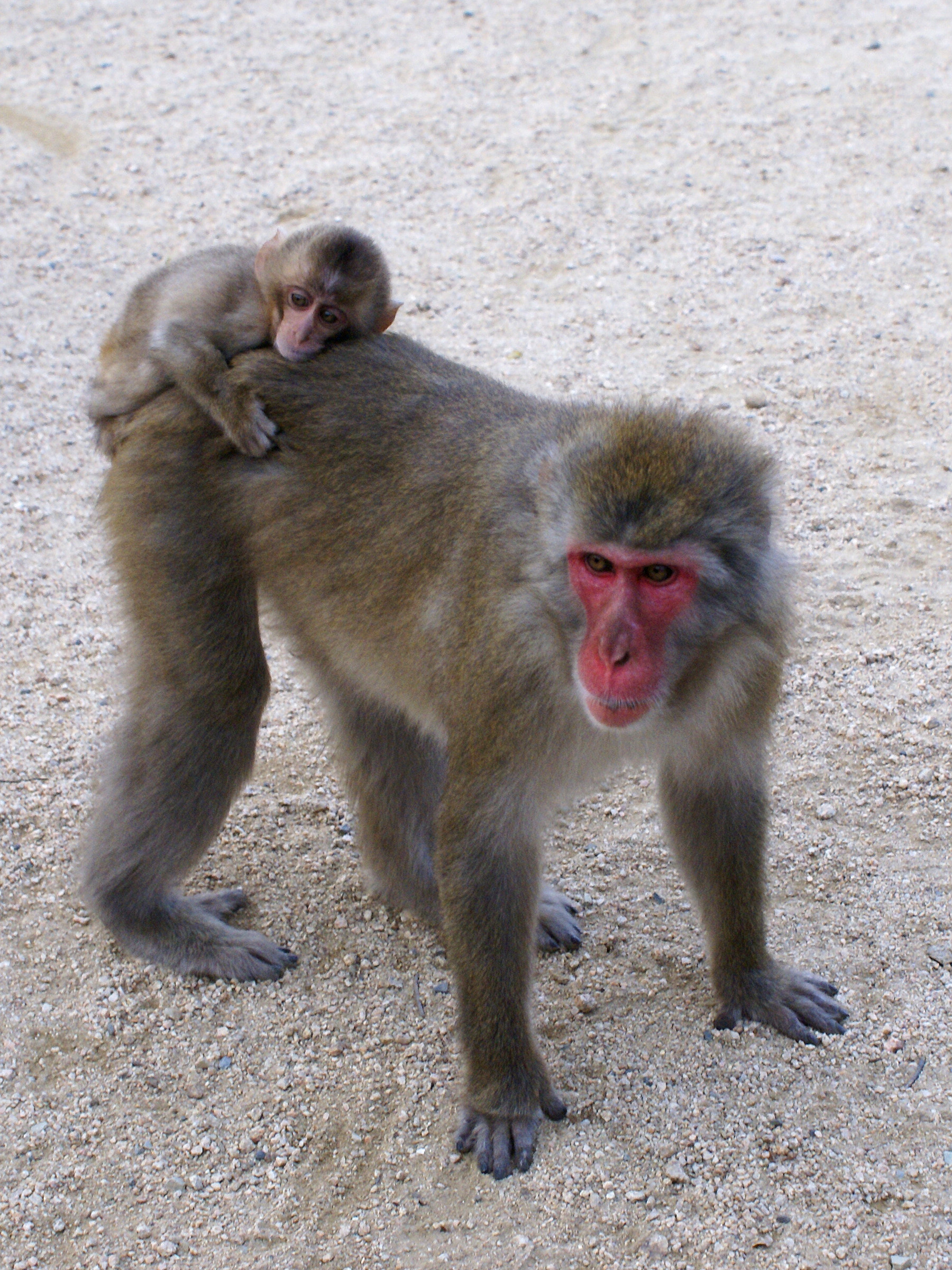
猿の親子
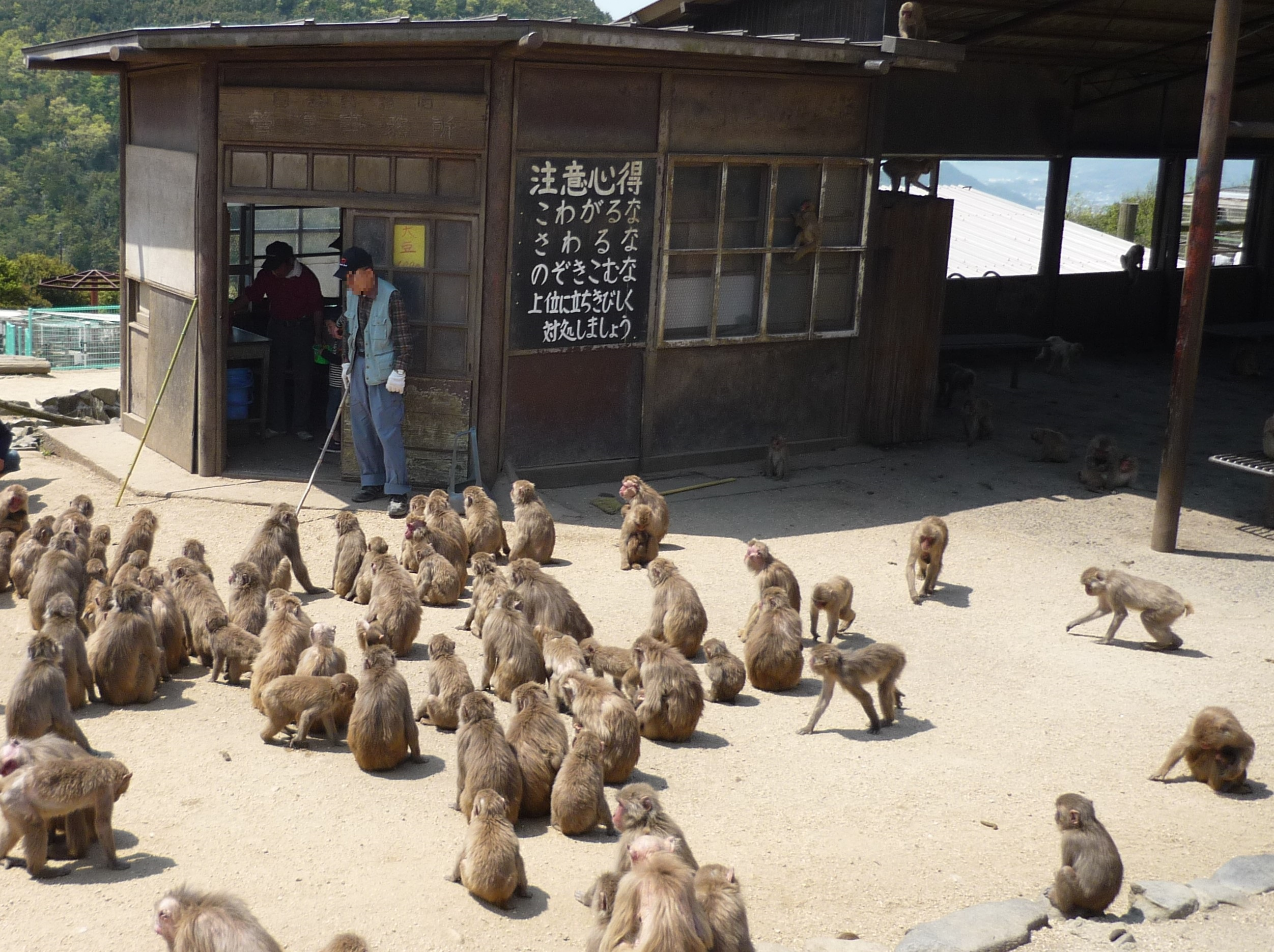
エサやり場
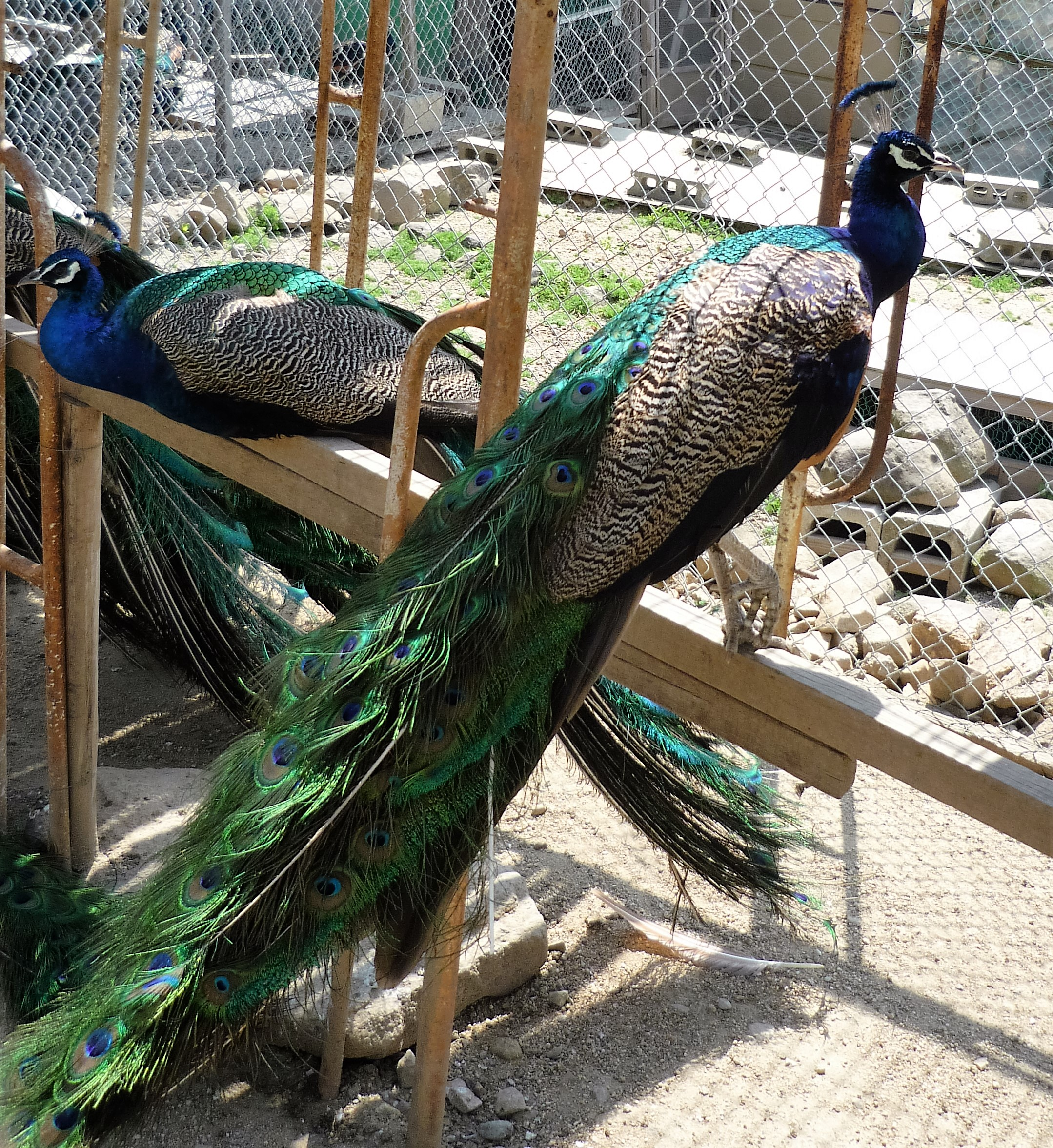
移送されたクジャク
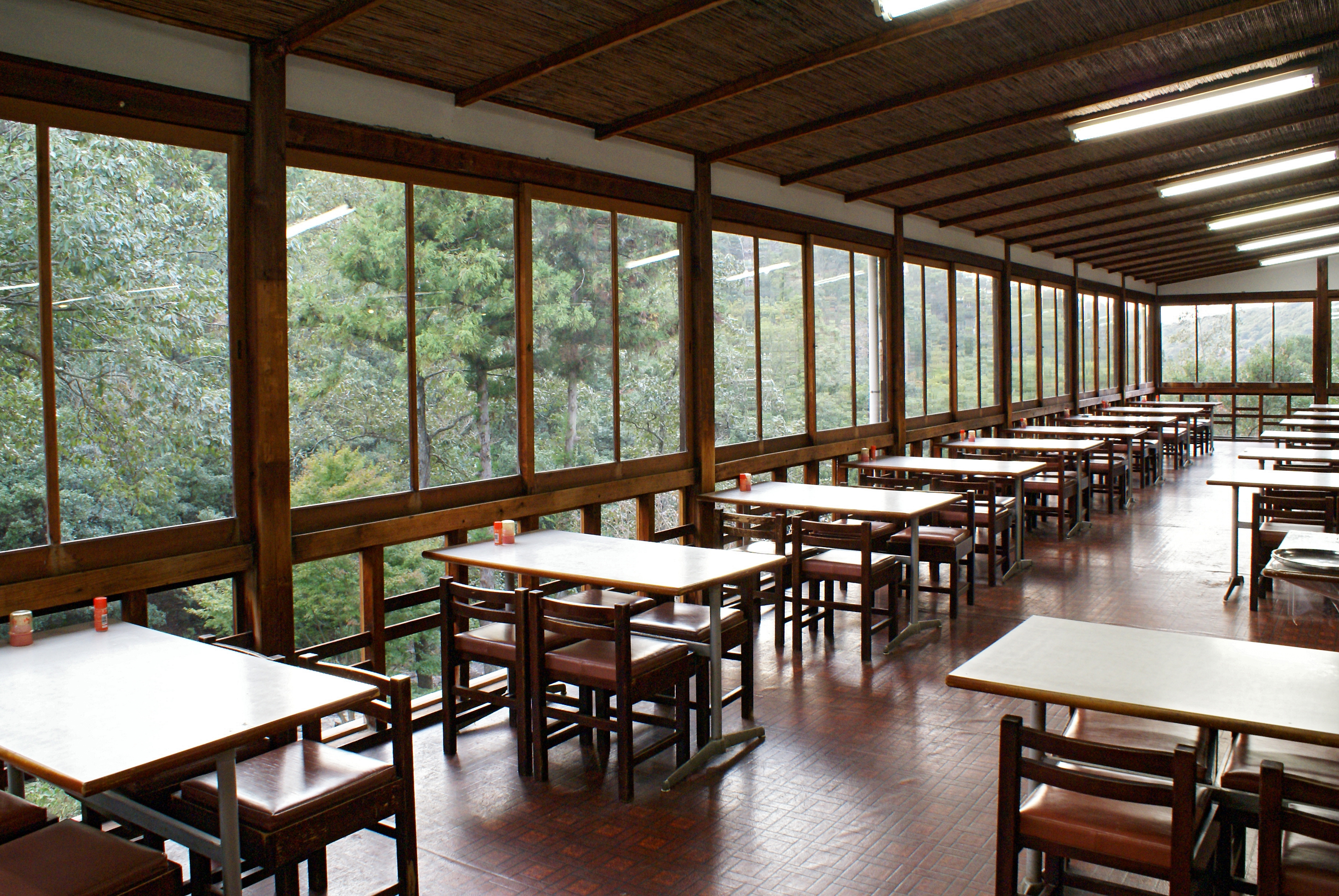
園内の食堂

## 交通アクセス
- 車の場合、寒霞渓スカイライン経由で土庄港から20分、池田港から20分、草壁港から35分、坂手港から45分、福田港から45分、大部港から20分程度[1]。
- 一般の路線バスは2020年9月現在運行していないが[1]、小豆島交通が運行する島めぐり定期観光バスのコース（土庄港発着）に組み込まれている[2]。